# Щасливі числа Ейлера
Щасливі числа Ейлера — це така числова послідовність {\displaystyle {B_{n}},} де {\displaystyle {B_{0}}=p} (простому числу), {\displaystyle {B_{1}}=p+2,..,{B_{k}}=B_{k-1}+2k}, при цьому {\displaystyle k=B_{0}}. {\displaystyle B_{0},B_{1},B_{2},..,B_{k-2}} - є простими!
Приклад №1:
{\displaystyle p=5,B_{0}=5,B_{1}=5+2=7,B_{2}=7+4=11,\ldots ,B_{3}=11+6=17}
Усі прості числа P, для якої виконується дана послідовність називаються числами Бєлецького.
Утворена множина чисел при Р (розглянемо приклад №1) ({\displaystyle B_{0}=5,B_{1}=7,B_{2}=11,B_{3}=17}) позначається літерою D.
Усіма числами Бєлецького є  - 2, 3, 5, 11, 17, 41.